# هنری دویلی تورنس
هنری دویلی تورنس (انگلیسی: Henry Torrens؛ ۲۴ فوریه ۱۸۳۳ – ۱ دسامبر ۱۸۸۹) فرد نظامی اهل پادشاهی متحد بریتانیای کبیر و ایرلند بود. وی برندهٔ جوایزی همچون نشان حمام شده‌است.
تورنس در سال ۱۸۴۹ به عنوان ستوان دوم در تفنگداران سلطنتی ولز منصوب شد. ترقی او درجات نظامی بسیار سریع بود و در سال ۱۸۶۴ به درجه سرهنگی رسید.
او در جنگ کریمه در نبردهای بزرگ خدمت کرد و به خاطر آن نشان لژیون دونور را دریافت کرد و پس از آن در هند در طول شورش هند در سال ۱۸۵۷ خدمت کرد.
در سال ۱۸۶۲، او کتابی با عنوان «سفرهایی در لاداک، تاتاری و کشمیر» منتشر کرد که در مورد تعطیلات تابستانی سال قبلش بود.
او در سال ۱۸۶۹ به سرلشکر و سرانجام در سال ۱۸۸۴ به عنوان افسر کل فرمانده ناحیه کورک در ایرلند به درجه ستوان کل ارتقا یافت.
او در سال ۱۸۸۶ فرماندار کیپ کلونی و در سال ۱۸۸۸ فرماندار مالت شد. او یک گلف‌باز مشتاق بود و هم باشگاه گلف رویال کیپ را در سال ۱۸۸۶ و هم باشگاه گلف رویال مالت را در سال ۱۸۸۸ تأسیس کرد.